# Macon (Missouri)
Pour les articles homonymes, voir Macon.
La ville de Macon est le siège du comté de Macon, situé dans l'État du Missouri, aux États-Unis. Sa population s’élevait à 5 471 habitants lors du recensement de 2010, estimée à 5 377 habitants en 2016.

## Démographie
| Groupe            | Macon | Missouri | États-Unis |
| ----------------- | ----- | -------- | ---------- |
| Blancs            | 90,8  | 82,8     | 72,4       |
| Afro-Américains   | 5,6   | 11,6     | 12,6       |
| Métis             | 2,5   | 2,1      | 2,9        |
| Asiatiques        | 0,6   | 1,6      | 4,8        |
| Autres            | 0,3   | 1,3      | 6,4        |
| Amérindiens       | 0,3   | 0,5      | 0,9        |
| Océaniens         | 0,1   | 0,1      | 0,2        |
| Total             | 100   | 100      | 100        |
|                   |       |          |            |
| Latino-Américains | 1,3   | 3,6      | 16,7       |

Selon l’American Community Survey, pour la période 2011-2015, 96,84 % de la population âgée de plus de 5 ans déclare parler l'anglais à la maison, 2,34 % déclare parler l'espagnol et 0,81 % une autre langue.

## Personnalité liée à la ville
- McArthur Binion (1946-), peintre américain né à Macon.